# Швейцарія на літніх Олімпійських іграх 1896
Швейцарія вперше брала участь на літніх Олімпійських іграх 1896 і була представлена двома спортсменами у двох видах спорту. За результатами змагань команда зайняла десяте місце в загальнокомандному медальному заліку.

## Медалісти

### Золото
| Золото |             |                             |
| №      | Спортсмены  | Вид спорту (дисципліна)     |
| 1      | Луїс Цуттер | Спортивна гімнастика (кінь) |

### Срібло
| Срібло |             |                                         |
| №      | Спортсмени  | Вид спорту (дисципліна)                 |
| 1      | Луїс Цуттер | Спортивна гімнастика (опорний стрибок)  |
| 2      | Луїс Цуттер | Спортивна гімнастика (паралельні бруси) |

## Результати змагань

### Спортивна гімнастика
| Змагання         | Спортсмени  | Фінал |
| ---------------- | ----------- | ----- |
| Опорний стрибок  | Луїс Цуттер | 2     |
| Кінь             | Луїс Цуттер | 1     |
| Перекладина      | Луїс Цуттер | 3-15  |
| Паралельні бруси | Луїс Цуттер | 2     |

### Стрільба
| Змагання                         | Спортсмен       | Фінал     | Фінал |
| Змагання                         | Спортсмен       | Результат | Місце |
| -------------------------------- | --------------- | --------- | ----- |
| Армійськая гвинтівка, 200 метрів | Альберт Бауманн | 1294      | 8     |